# ディア・ダーリン
「ディア・ダーリン」(Dear Darlin)は、オリー・マーズの楽曲。

## 概要
- 本曲は3枚目のスタジオ・アルバム『ライト・プレイス・ライト・タイム』に収録されている楽曲で、2013年5月26日にアルバムからの3枚目のシングルとしてリリースされた。
- 同年9月にはアリゼをフィーチャリングした新たなバージョンを発表、このバージョンはアルバムのスペシャル・エディションにボーナストラックとして収録された。

## 収録曲
CDシングル
1. Dear Darlin'
2. Don't You Worry Child (BBC Live Version)